# Nachbestattung

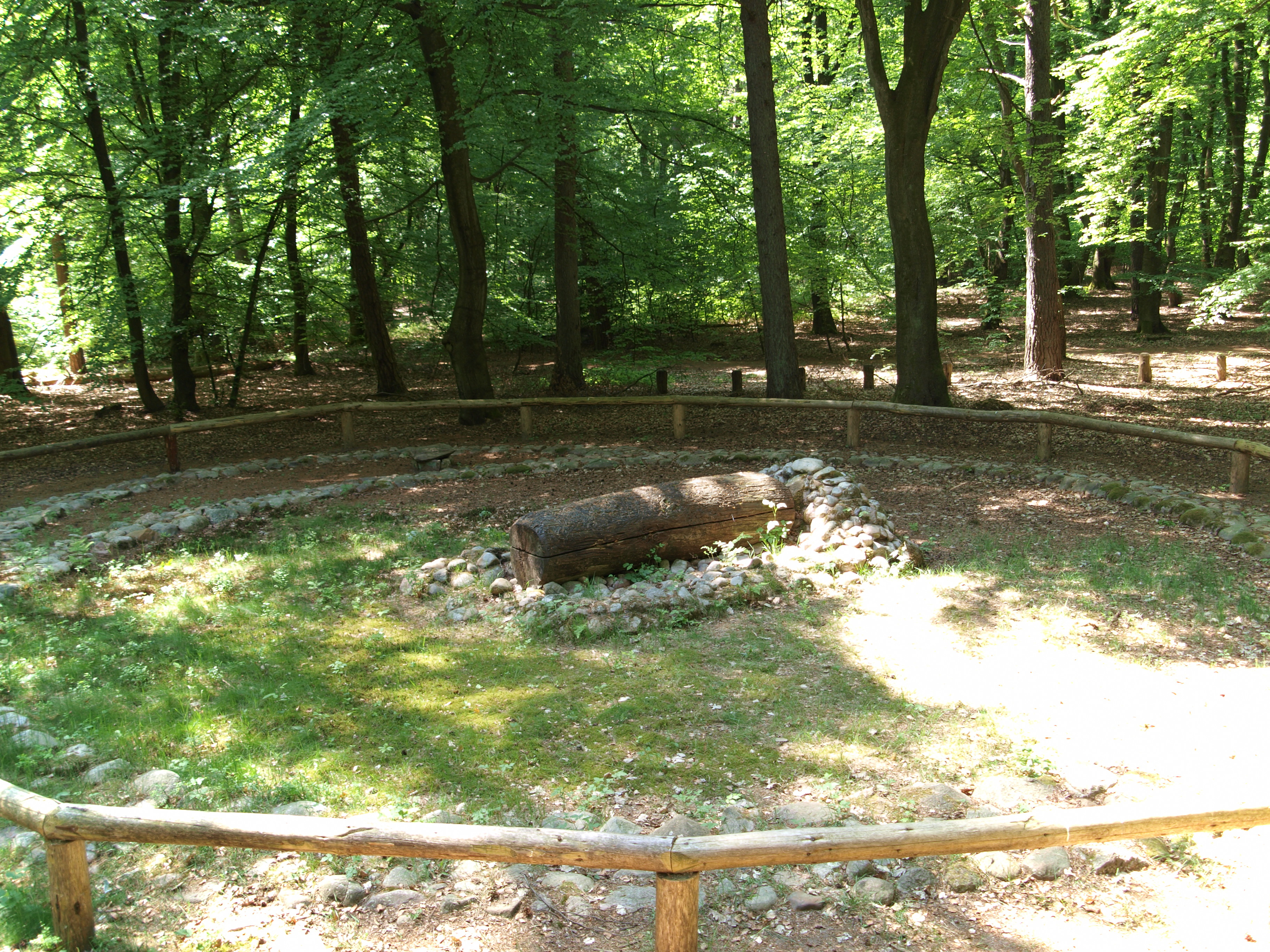
Teilrekonstruierte Baumsargbestattung ohne Grabhügel. Mit Nachbestattung im halbmondförmigen Anbau. (Die Stelle wird auf der Bildbeschreibungsseite bei Mouseover angezeigt.)

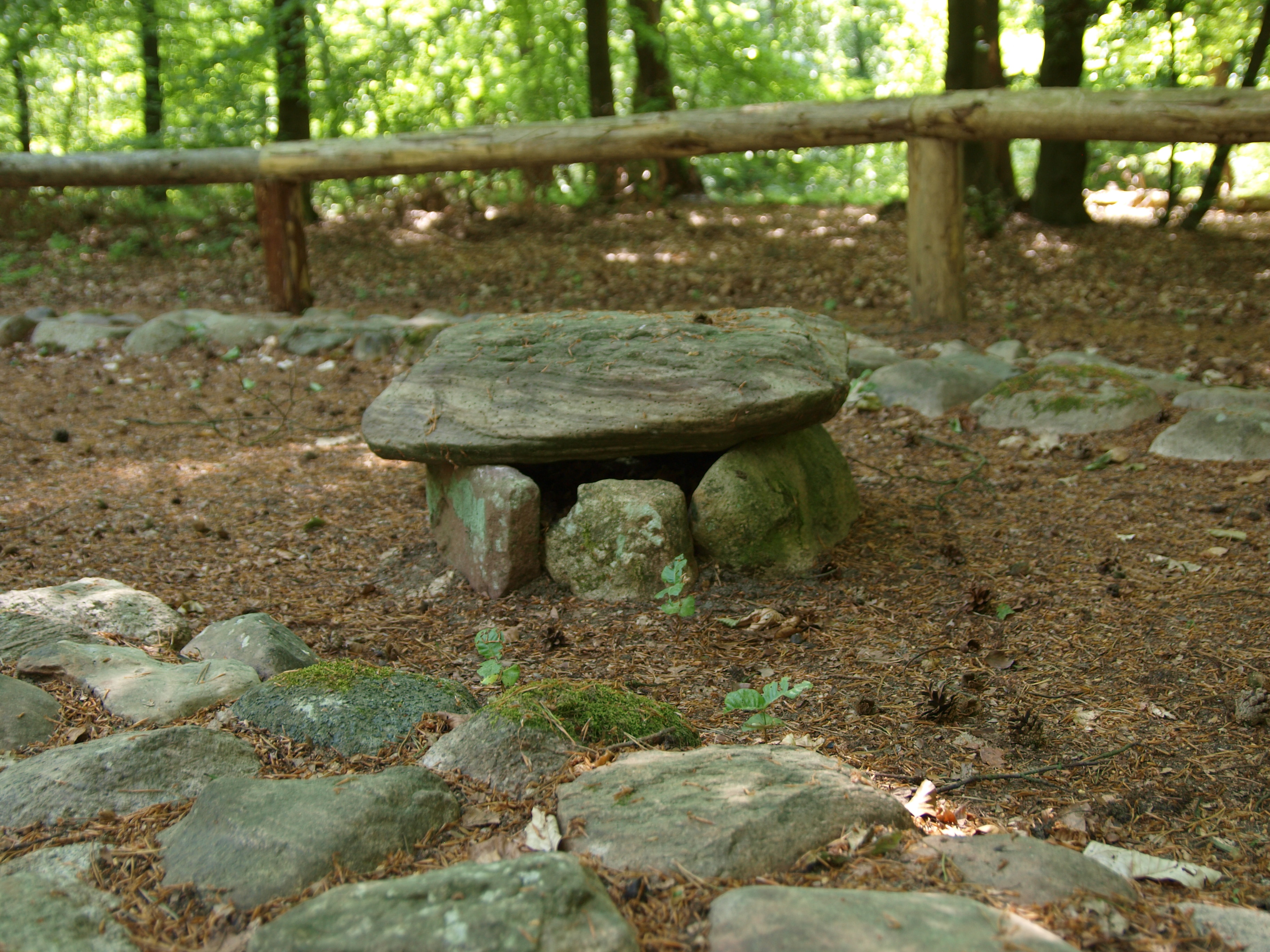
Detail: Im Vordergrund die Randsteine des älteren Grabhügels, im Hintergrund die des jüngeren Anbaus für die Nachbestattung

Die Nachbestattung ist eine ab der Jungsteinzeit gehäuft festgestellte Form der Störung vorgeschichtlicher Grabanlagen, namentlich von Megalithanlagen und Hügelgräbern. Nachbestattungen sind bereits aus der Altsteinzeit bekannt und setzen sich bis in die Neuzeit fort. Nachbestattungen wurden von Neandertalern und dem Homo sapiens praktiziert.

## Beschreibung
Deutlich erkennbare oberirdische Baulichkeiten und artifizielle Hügel sind (oft sogar von viel späteren Kulturen) für Bestattungen, Knochen- oder Leichenbranddeponierungen (auch in Urnen) genutzt worden. Diese jüngeren Deponierungen, egal in welcher Form, werden in der Archäologie Nachbestattungen genannt. Sie finden sich bei Grabhügeln zumeist in Bereichen, die zeitgleich auch überhöht worden sein können. Bei größeren Dolmen, Ganggräbern, Steinkisten etc. kommt eine zumeist zeitnähere Nachnutzung des Innenraumes vor (z. B. durch die Kugelamphoren-Kultur (KAK)), ggf. auch begleitet von Ausräumung oder Anlegung sekundärer Dielen (Megalithgräber von Hagestad). Die Hügel der mit Erde überdeckten Megalithanlagen wurden in ähnlicher Form wie die Grabhügel nachgenutzt.
Die Nachnutzungen der Einzelgrab- und Glockenbecherkultur erfolgten im oberen Teil des Füllbodens der Grabkammer und der Zutritt zur Anlage wurde in der Regel von oben mit Gewalt hergestellt. Es handelte sich um Fremde, die keine Verbindung zur Grabidee der Erbauer der Anlagen hatten. Der destruktive Charakter der Eingriffe deutet darauf hin, dass es sich nicht immer um reguläre Bestattungen handelte.
Zu unterscheiden ist die Nachbestattung von der kontinuierlichen Nutzung von Naturhöhlen, auch wenn diese in dieselbe geschichtliche Zeitspanne fällt, da es sich dabei nicht um bauliche Monumente handelt. Zu unterscheiden ist sie außerdem von der während der Ur- und Frühgeschichte verbreiteten Sitte der Sekundärbestattung.